# 下德沃里奇納河
下德沃里奇納河（烏克蘭語：Нижня Дворічна），是烏克蘭東部的河流，屬於奧斯科爾河的右支流。該河發源自卡泰里尼夫卡以北，流經哈爾科夫州的庫普揚斯克區，河道全長33公里，流域面積373平方公里。